# European Masters Games
Die European Masters Games (EMG) sind eine Multisportveranstaltung für Seniorensportler, wobei das Mindestalter für eine Teilnahme in Abhängigkeit von der Sportart zwischen 25 und 35 Jahren beträgt. Die Spiele werden von der European Masters Sports Association (EMSA) organisiert und stehen unter dem Patronat der International Masters Games Association. Sie wurden erstmals 2008 ausgetragen.

## Austragungen
| Nr. | Jahr | Austragungsort     | Land       | Datum                     |
| --- | ---- | ------------------ | ---------- | ------------------------- |
| I   | 2008 | Malmö              | Schweden   | 29. August – 7. September |
| II  | 2011 | Lignano Sabbiadoro | Italien    | 10. – 20. September       |
| III | 2015 | Nizza              | Frankreich | 1. Oktober – 11. Oktober  |
| IV  | 2019 | Turin              | Italien    | 26. Juli – 4. August      |
| V   | 2023 | Tampere            | Finnland   | 20. Juni – 2. Juli        |

## Sportarten
Bei der ersten Austragung 2008 standen 25 Sportarten im Programm, darunter:
- American Football
- Bogenschießen
- Badminton
- Basketball
- Gewichtheben
- Handball
- Hockey
- Leichtathletik
- Radsport
- Rudern
- Schießen
- Tischtennis
- Triathlon